# Туиваса, Тай
Тай Туиваса (англ. Tai Tuivasa; род. 16 марта 1993, Сидней) — австралийский боец смешанного стиля, представитель тяжёлой весовой категории. Выступает на профессиональном уровне начиная с 2012 года, известен прежде всего по участию в турнирах бойцовской организации UFC.
Занимает 10 строчку официального рейтинга  UFC в тяжёлом весе.

## Биография
Тай Туиваса родился 16 марта 1993 года в Сиднее, Австралия. Его мать происходит из коренных австралийцев, а отец — самоанец.
С юных лет серьёзно занимался регби-13, в 2010 году даже подписал контракт с профессиональным регбийным клубом «Сидней Рустерс», однако из-за гэмблинг-зависимости вынужден был завязать с этим видом спорта.

### Начало профессиональной карьеры
В начале 2010-х годов Туиваса пробовал себя в разных ударных единоборствах, достаточно часто выходил на ринг турниров по боксу и кикбоксингу, хотя какого-то значительного успеха здесь не добился.
Был более успешен в смешанных единоборствах, где побеждал всех своих соперников. В 2016 году присоединился к крупнейшему австралийскому бойцовскому промоушену Australian Fighting Championship — завоевал и защитил титул чемпиона в тяжёлой весовой категории, в том числе взял верх над опытным британским бойцом Джеймсом Максуини.

### Ultimate Fighting Championship
Имея в послужном списке пять побед без единого поражения, Туиваса привлёк к себе внимание крупнейшей бойцовской организации мира Ultimate Fighting Championship и в ноябре 2016 года подписал с ней контракт на четыре боя. Тем не менее, его дебют в октагоне UFC долгое время откладывался из-за травмы колена и проведённой хирургической операции. Наконец, в ноябре 2017 года он встретился с Рашадом Коултером и нокаутировал его ударом колена в первом же раунде, заработав при этом бонус за лучшее выступление вечера.
В феврале 2018 года победил техническим нокаутом представителя Франции Сириля Аскера и за счёт этой победы вошёл в официальный рейтинг тяжеловесов UFC, разместившись в нём на пятнадцатой строке.
Следующим его соперником в июне 2018 года стал именитый белорус Андрей Орловский — противостояние между ними продлилось все отведённые три раунда, в итоге судьи единогласным решением отдали победу Туивасе. Таким образом, он попал в десятку сильнейших бойцов UFC тяжёлого веса.
В декабре 2018 года в главном бою вечера проиграл техническим нокаутом бразильцу Жуниору дус Сантусу, потерпев тем самым первое в профессиональной карьере поражение.

## Статистика в профессиональном ММА
| Боёв 23  | Побед 15 | Поражений 8 |
| -------- | -------- | ----------- |
| Нокаутом | 14       | 3           |
| Сдачей   | 0        | 3           |
| Решением | 1        | 2           |

| Результат | Рекорд | Соперник              | Способ                                 | Турнир                                  | Дата            | Раунд | Время | Место                  | Примечание                                    |
| --------- | ------ | --------------------- | -------------------------------------- | --------------------------------------- | --------------- | ----- | ----- | ---------------------- | --------------------------------------------- |
| Поражение | 15-8   | Жаирзиньо Розенстрайк | Раздельное решение                     | UFC 305                                 | 17 августа 2024 | 3     | 5:00  | Перт, Австралия        |                                               |
| Поражение | 15-7   | Марчин Тыбура         | Сдача (удушение сзади)                 | UFC Fight Night: Туиваса vs. Тыбура     | 16 марта 2024   | 1     | 4:08  | Лас-Вегас, Невада, США |                                               |
| Поражение | 15-6   | Александр Волков      | Сдача (удушение иезекииля)             | UFC 293                                 | 9 сентября 2023 | 2     | 4:37  | Сидней, Австралия      |                                               |
| Поражение | 15-5   | Сергей Павлович       | KO (удары)                             | UFC on ESPN: Томпсон vs. Холланд        | 3 декабря 2022  | 1     | 0:55  | Орландо, Флорида, США  |                                               |
| Поражение | 15-4   | Сирил Ган             | KO (удары)                             | UFC Fight Night: Ган vs. Туиваса        | 3 сентября 2022 | 3     | 4:23  | Париж, Франция         | «Лучший бой вечера» (1)                       |
| Победа    | 15-3   | Деррик Льюис          | KO (удар локтем)                       | UFC 271                                 | 12 февраля 2022 | 2     | 1:40  | Хьюстон, Техас, США    | «Выступление вечера» (4)                      |
| Победа    | 14-3   | Аугусто Сакаи         | KO (удары руками)                      | UFC 269                                 | 11 декабря 2021 | 2     | 0:26  | Лас-Вегас, США         | «Выступление вечера» (3)                      |
| Победа    | 13-3   | Грег Харди            | KO (удары руками)                      | UFC 264                                 | 10 июля 2021    | 1     | 1:07  | Лас-Вегас, США         | «Выступление вечера» (2)                      |
| Победа    | 12-3   | Харри Хансакер        | TKO (удары руками)                     | UFC on ESPN: Brunson vs. Holland        | 20 марта 2021   | 1     | 0:49  | Лас-Вегас, США         |                                               |
| Победа    | 11-3   | Стефан Стрюве         | KO (удары руками)                      | UFC 254                                 | 24 октября 2020 | 1     | 4:59  | Абу-Даби, ОАЭ          |                                               |
| Поражение | 10-3   | Сергей Спивак         | Техническая сдача (треугольник руками) | UFC 243                                 | 6 октября 2019  | 2     | 3:14  | Мельбурн, Австралия    |                                               |
| Поражение | 10-2   | Благой Иванов         | Единогласное решение                   | UFC 238                                 | 8 июня 2019     | 3     | 5:00  | Чикаго, США            |                                               |
| Поражение | 10-1   | Жуниор дус Сантус     | TKO (удары руками)                     | UFC Fight Night: dos Santos vs. Tuivasa | 2 декабря 2018  | 2     | 2:30  | Аделаида, Австралия    |                                               |
| Победа    | 10-0   | Андрей Орловский      | Единогласное решение                   | UFC 225                                 | 9 июня 2018     | 3     | 5:00  | Чикаго, США            |                                               |
| Победа    | 9-0    | Сириль Аскер          | TKO (удары)                            | UFC 221                                 | 11 февраля 2018 | 1     | 2:18  | Перт, Австралия        |                                               |
| Победа    | 8-0    | Рашад Коултер         | KO (летучее колено)                    | UFC Fight Night: Werdum vs. Tybura      | 19 ноября 2017  | 1     | 4:35  | Сидней, Австралия      | «Выступление вечера» (1)                      |
| Победа    | 7-0    | Джеймс Максуини       | TKO (остановлен секундантом)           | Australian Fighting Championship 17     | 15 октября 2016 | 1     | 5:00  | Мельбурн, Австралия    | Защитил (1) титул чемпиона AFC в тяжёлом весе |
| Победа    | 6-0    | Брендон Сололи        | KO (удар локтем)                       | Australian Fighting Championship 16     | 18 июня 2016    | 1     | 0:21  | Мельбурн, Австралия    | Заваевал титул чемпиона AFC в тяжёлом весе    |
| Победа    | 5-0    | Гул Похату            | TKO (удары руками)                     | Urban Fight Night 5                     | 12 декабря 2015 | 1     | 0:44  | Ливерпуль, Австралия   |                                               |
| Победа    | 4-0    | Джон Хопоате          | KO (удары руками)                      | Australia Regional                      | 19 марта 2019   | 1     | 1:42  | Сидней, Австралия      |                                               |
| Победа    | 3-0    | Эрик Носа             | TKO (удары руками)                     | Gladiators Cage Fighting: Gladiators 3  | 9 ноября 2012   | 1     | 0:28  | Сидней, Австралия      |                                               |
| Победа    | 2-0    | Аарон Ниборак         | TKO (удары руками)                     | Gladiators Cage Fighting: Gladiators 2  | 31 августа 2012 | 1     | N/A   | Сидней, Австралия      |                                               |
| Победа    | 1-0    | Саймон Осборн         | TKO (удары руками)                     | Elite Cage Championships 2              | 6 июля 2012     | 1     | N/A   | Сидней, Австралия      |                                               |